# إميل نو
إميل نو (بالفرنسية: Émile Nau)‏ (و. 1812 – 1860 م) هو كاتب، وسياسي، ومؤرخ، وصحفي هايتي، ولد في بورت أو برانس، توفي في بورت أو برانس، عن عمر يناهز 48 عاماً.